# Daniel Hanslik
Daniel Hanslik (* 6. Oktober 1996 in Bad Hersfeld) ist ein deutscher Fußballspieler. Der Mittelstürmer steht beim 1. FC Kaiserslautern unter Vertrag.

## Karriere

### Ausbildung im heimischen Hessen
Hanslik wuchs im Nordosten Hessens auf und wurde ab dem Alter von vier Jahren bei den lokalen Klubs SV Unterhaun, SV Steinbach und beim Jugendförderverein Bad Hersfeld fußballerisch ausgebildet, wo er überwiegend in der Verteidigung spielte. Für seine Ausbildungsvereine Bad Hersfeld und Steinbach kam der anfangs noch neben dem Angriff auch im Mittelfeld eingesetzte Hanslik in der sechstklassigen Verbandsliga sowie in der hessischen Oberliga zu seinen ersten Erfahrungen im Herrenbereich. In der Folge spielte Hanslik sogar beim FC Arsenal vor, wurde jedoch nicht für Jugendmannschaften des Vereins verpflichtet.

### Erste Erfahrungen in der Regionalliga
Durch 33 erzielte Treffer in 64 Pflichtspielen für beide Vereine wurde der VfL Wolfsburg auf den Angreifer aufmerksam und verpflichtete ihn im Sommer 2017. Den Kontakt zum Verein hatte Hansliks damaliger Berater Kujtim Mustafi, Vater des deutschen Nationalspielers Shkodran Mustafi, vermittelt. Dort trainierte Hanslik in den Länderspiel- oder Winterpausen häufiger mit den Profis, wurde jedoch ausschließlich in der Regionalligamannschaft eingesetzt. Auch hier bewies der mittlerweile nur noch im Sturmzentrum agierende Hesse weiterhin seine Torgefährlichkeit und kam in 52 Pflichtspielen auf 30 Tore. Allein dreimal konnte er in den beiden Aufstiegsspielen zur 3. Liga gegen den FC Bayern München II im Frühjahr 2019 einnetzen, scheiterte mit dem Nord-Meister Wolfsburg jedoch am Ende an den Münchnern.

### Karrieresprung in die 2. Bundesliga und Wechsel zum 1. FC Kaiserslautern
Anschließend folgte für den nie in einem Nachwuchsleistungszentrum ausgebildeten Stürmer der nächste Karriereschritt, als er bereits im März 2019, vor der feststehenden Meisterschaft des VfL Wolfsburg II, vom Zweitligisten Holstein Kiel für drei Jahre unter Vertrag genommen wurde. Beim 1:1 gegen den FC Erzgebirge Aue am 1. September 2019 stand Hanslik 22-jährig in der Startelf und somit das erste Mal im Profifußball auf dem Rasen. Es folgten noch drei weitere Hinrundeneinsätze in der Regionalliga Nord.
Innerhalb der Winterpause verlieh Kiel den Angreifer bis Saisonende an den Drittligisten Hansa Rostock. Während dieser Rückrunde der Saison brachte es Hanslik in Rostock auf 17 Einsätze (drei Tore) und einem im Lübzer-Pils-Cups 2019/20. Mit der Kogge erreichte er schließlich den sechsten Platz in der Abschlusstabelle.
Am 5. Oktober 2020 wurde Hanslik bis zum Ende der Saison 2020/21 an den 1. FC Kaiserslautern verliehen. Er kam auf 27 Drittligaeinsätze (16-mal von Beginn), in denen er 7 Tore erzielte. Zur Sommervorbereitung 2021 kehrte er zunächst zu Holstein Kiel zurück. Nach rund einer Woche im Training der Kieler wechselte er jedoch fest zum 1. FC Kaiserslautern. In der Saison 2021/22 war er eine feste Größe und schoss am 24. Mai 2022 das erste Tor beim 2:0-Sieg gegen Dynamo Dresden im Rückspiel der Relegation zur 2. Bundesliga, der den Aufstieg des FCK besiegelte. In den beiden folgenden Zweitligasaisons pendelte er zwischen Startelf und Ersatzbank.

## Erfolge und Auszeichnungen
VfL Wolfsburg II
- Meister der Regionalliga Nord: 2019

Auszeichnungen
- Torschützenkönig der Regionalliga Nord: 2019 (19 Tore)